# Mistrzostwa Afryki U-20 w Piłce Ręcznej Mężczyzn 2000
Mistrzostwa Afryki U-20 w Piłce Ręcznej Mężczyzn 2000 – jedenaste mistrzostwa Afryki U-20 w piłce ręcznej mężczyzn, oficjalny międzynarodowy turniej piłki ręcznej o randze mistrzostw kontynentu organizowany przez CAHB mający na celu wyłonienie najlepszej złożonej z zawodników do lat dwudziestu męskiej reprezentacji narodowej w Afryce. Odbył się wraz z mistrzostwami U-19 kobiet w sierpniu 2000 roku w Tunisie. Tytułu zdobytego w 1998 roku broniła reprezentacja Egiptu. Mistrzostwa były jednocześnie eliminacjami do MŚ 2001.

## Klasyfikacja końcowa
| Miejsce | Reprezentacja          | Uwagi          |
| ------- | ---------------------- | -------------- |
| złoto   | Egipt U-20             | awans: MŚ 2001 |
| srebro  | Tunezja U-20           | awans: MŚ 2001 |
| brąz    | Algieria U-20          | awans: MŚ 2001 |
| 4       | Południowa Afryka U-20 | –              |